# Eukoenenia mirabilis
Eukoenenia mirabilis is een spinnensoort in de taxonomische indeling van de Palpigradi.
Het dier komt uit het geslacht Eukoenenia. Eukoenenia mirabilis werd in 1885 beschreven door Grassi and Calandruccio.